# Deuxième circonscription de Lot-et-Garonne
La deuxième circonscription de Lot-et-Garonne est l'une des trois circonscriptions législatives françaises que compte le département de Lot-et-Garonne (47) situé en région Nouvelle-Aquitaine.

## Description géographique et démographique

### De 1958 à 1986
La deuxième circonscription de Lot-et-Garonne était composée de :
- canton de Bouglon
- canton de Casteljaloux
- canton de Damazan
- canton de Duras
- canton de Houeillès
- canton de Lauzun
- canton de Marmande
- canton du Mas-d'Agenais
- canton de Meilhan-sur-Garonne
- canton de Seyches
- canton de Tonneins

Source : Journal Officiel du 14-15 Octobre 1958.

### Depuis 1988
La deuxième circonscription de Lot-et-Garonne est délimitée par le découpage électoral de la loi no 86-1197 du 24 novembre 1986
, elle regroupe les divisions administratives suivantes :
- canton de Bouglon
- canton de Casteljaloux
- canton de Castelmoron-sur-Lot
- canton de Damazan
- canton de Duras
- canton de Houeillès
- canton de Lauzun
- canton de Marmande-Est
- canton de Marmande-Ouest
- canton du Mas-d'Agenais
- canton de Meilhan-sur-Garonne
- canton de Port-Sainte-Marie
- canton de Seyches
- canton de Tonneins.

D'après le recensement général de la population en 1999, réalisé par l'Institut national de la statistique et des études économiques (INSEE), la population totale de cette circonscription est estimée à 97906 habitants,.

## Historique des députations
| Législature | Début de mandat | Fin de mandat  | Député               | Parti politique | Observations                                                                           |
| ----------- | --------------- | -------------- | -------------------- | --------------- | -------------------------------------------------------------------------------------- |
| IXe         | 23 juin 1988    | 1er avril 1993 | Gérard Gouzes,       | PS,             |                                                                                        |
| Xe          | 2 avril 1993    | 21 avril 1997  | Georges Richard,     | RPR,            | Mandat écourté à la suite d'une dissolution parlementaire décidée par Jacques Chirac.  |
| XIe         | 12 juin 1997    | 18 juin 2002   | Gérard Gouzes        | PS              |                                                                                        |
| XIIe        | 19 juin 2002    | 19 juin 2007   | Michel Diefenbacher, | UMP,            |                                                                                        |
| XIIIe       | 20 juin 2007    | 19 juin 2012   | Michel Diefenbacher, | UMP,            |                                                                                        |
| XIVe        | 20 juin 2012    | 20 juin 2017   | Matthias Fekl        | PS              |                                                                                        |
| XVe         | 21 juin 2017    | 21 juin 2022   | Alexandre Freschi    | LREM            |                                                                                        |
| XVIe        | 22 juin 2022    | 9 juin 2024    | Hélène Laporte       | RN              | Mandat écourté à la suite d'une dissolution parlementaire décidée par Emmanuel Macron. |
| XVIIe       | 8 juillet 2024  | En cours       | Hélène Laporte       | RN              |                                                                                        |

## Historique des élections

### Élections de 1958
| Candidat       | Candidat             | Parti          | Premier tour | Premier tour | Second tour | Second tour |  |
| Candidat       | Candidat             | Parti          | Voix         | %            | Voix        | %           |  |
| -------------- | -------------------- | -------------- | ------------ | ------------ | ----------- | ----------- |  |
|                | Joseph Turroques élu | CNIP           | 14 048       | 35,75        | 24 838      | 64,01       |  |
|                | Hubert Ruffe         | PCF            | 10 888       | 27,71        | 13 966      | 35,99       |  |
|                | Yves Grassot         | CR             | 6 272        | 15,96        | Retrait     | Retrait     |  |
|                | Jean Boué            | Radsoc         | 3 733        | 9,5          | Retrait     | Retrait     |  |
|                | Jean Nénon           | SFIO           | 2 681        | 6,82         | Retrait     | Retrait     |  |
|                | Alix Guérin-Beck     | UFD            | 968          | 2,46         |             |             |  |
|                | Jean Baylac          | Modérés        | 707          | 1,8          |             |             |  |
|                |                      |                |              |              |             |             |  |
| Inscrits       | Inscrits             | Inscrits       | 51 962       | 100,00       | 51 942      | 100,00      |  |
| Abstentions    | Abstentions          | Abstentions    | 11 557       | 22,24        | 11 666      | 22,46       |  |
| Votants        | Votants              | Votants        | 40 405       | 77,76        | 40 276      | 77,54       |  |
| Blancs et nuls | Blancs et nuls       | Blancs et nuls | 1 108        | 2,74         | 1 472       | 3,65        |  |
| Exprimés       | Exprimés             | Exprimés       | 39 297       | 97,26        | 38 804      | 96,35       |  |

Le suppléant de Joseph Turroques était Lucien Chollet, maire de Savignac-de-Duras.

### Élections de 1962
| Candidat       | Candidat                 | Parti          | Premier tour | Premier tour | Second tour | Second tour |  |
| Candidat       | Candidat                 | Parti          | Voix         | %            | Voix        | %           |  |
| -------------- | ------------------------ | -------------- | ------------ | ------------ | ----------- | ----------- |  |
|                | Hubert Ruffe élu         | PCF            | 11 994       | 33,06        | 19 140      | 50,84       |  |
|                | Raymond Fourcade         | UNR-UDT        | 8 688        | 23,95        | 18 505      | 49,16       |  |
|                | Joseph Turroques sortant | CNIP           | 8 539        | 23,53        | Retrait     | Retrait     |  |
|                | Yves Grassot             | Radsoc         | 4 900        | 13,5         | Retrait     | Retrait     |  |
|                | Franck Thiollet          | Modérés        | 1 196        | 3,3          |             |             |  |
|                | Pierre Chevalier         | PSU            | 966          | 2,66         |             |             |  |
|                |                          |                |              |              |             |             |  |
| Inscrits       | Inscrits                 | Inscrits       | 52 318       | 100,00       | 52 320      | 100,00      |  |
| Abstentions    | Abstentions              | Abstentions    | 15 061       | 28,79        | 12 203      | 23,32       |  |
| Votants        | Votants                  | Votants        | 37 257       | 71,21        | 40 117      | 76,68       |  |
| Blancs et nuls | Blancs et nuls           | Blancs et nuls | 974          | 2,61         | 2 472       | 6,16        |  |
| Exprimés       | Exprimés                 | Exprimés       | 36 283       | 97,39        | 37 645      | 93,84       |  |

Le suppléant d'Hubert Ruffe était Léopold Rambeau, maire d'Armillac.

### Élections de 1967
| Candidat       | Candidat                   | Parti          | Premier tour | Premier tour | Second tour | Second tour |  |
| Candidat       | Candidat                   | Parti          | Voix         | %            | Voix        | %           |  |
| -------------- | -------------------------- | -------------- | ------------ | ------------ | ----------- | ----------- |  |
|                | Hubert Ruffe sortant réélu | PCF            | 15 115       | 34,07        | 22 701      | 50,99       |  |
|                | Joseph Turroques           | CNIP (PDM)     | 9 975        | 22,49        | 21 823      | 49,01       |  |
|                | Alfred Mardegan            | RI             | 7 210        | 16,25        | Retrait     | Retrait     |  |
|                | Maurice Cazassus           | FGDS (SFIO)    | 6 986        | 15,75        | Retrait     | Retrait     |  |
|                | Gérard Guillot             | Modérés        | 3 877        | 8,74         |             |             |  |
|                | Franck Thiollet            | ARLP           | 1 199        | 2,7          |             |             |  |
|                |                            |                |              |              |             |             |  |
| Inscrits       | Inscrits                   | Inscrits       | 53 933       | 100,00       | 53 930      | 100,00      |  |
| Abstentions    | Abstentions                | Abstentions    | 8 687        | 16,11        | 7 987       | 14,81       |  |
| Votants        | Votants                    | Votants        | 45 246       | 83,89        | 45 943      | 85,19       |  |
| Blancs et nuls | Blancs et nuls             | Blancs et nuls | 884          | 1,95         | 1 419       | 3,09        |  |
| Exprimés       | Exprimés                   | Exprimés       | 44 362       | 98,05        | 44 524      | 96,91       |  |

Le suppléant d'Hubert Ruffe était Marcel Drouilhet, exploitant agricole à Beyssac.

### Élections de 1968
| Candidat       | Candidat             | Parti          | Premier tour | Premier tour | Second tour | Second tour |  |
| Candidat       | Candidat             | Parti          | Voix         | %            | Voix        | %           |  |
| -------------- | -------------------- | -------------- | ------------ | ------------ | ----------- | ----------- |  |
|                | Hubert Ruffe sortant | PCF            | 15 754       | 36,86        | 21 032      | 49,18       |  |
|                | Guy Bégué élu        | UDR (URP)      | 12 776       | 29,89        | 21 733      | 50,82       |  |
|                | Jean Fenouillet      | FGDS (SFIO)    | 7 353        | 17,2         | Retrait     | Retrait     |  |
|                | J.-R. Aurin          | RI             | 6 860        | 16,05        | Retrait     | Retrait     |  |
|                |                      |                |              |              |             |             |  |
| Inscrits       | Inscrits             | Inscrits       | 53 835       | 100,00       | 53 830      | 100,00      |  |
| Abstentions    | Abstentions          | Abstentions    | 9 924        | 18,43        | 9 470       | 17,59       |  |
| Votants        | Votants              | Votants        | 43 911       | 81,57        | 44 360      | 82,41       |  |
| Blancs et nuls | Blancs et nuls       | Blancs et nuls | 1 168        | 2,66         | 1 595       | 3,6         |  |
| Exprimés       | Exprimés             | Exprimés       | 42 743       | 97,34        | 42 765      | 96,4        |  |

Le suppléant de Guy Bégué était Étienne Dubourg, agriculteur, maire de Fauillet.

### Élections de 1973
| Candidat       | Candidat          | Parti          | Premier tour | Premier tour | Second tour | Second tour |  |
| Candidat       | Candidat          | Parti          | Voix         | %            | Voix        | %           |  |
| -------------- | ----------------- | -------------- | ------------ | ------------ | ----------- | ----------- |  |
|                | Hubert Ruffe élu  | PCF            | 16 610       | 36,03        | 23 902      | 50,82       |  |
|                | Guy Bégué sortant | UDR (URP)      | 14 569       | 31,6         | 23 128      | 49,18       |  |
|                | Michel Grassot    | MR             | 6 852        | 14,86        | Retrait     | Retrait     |  |
|                | Henri Emmanuelli  | PS (UGSD)      | 6 397        | 13,87        | Retrait     | Retrait     |  |
|                | Gérard Belmas     | Divers droite  | 1 678        | 3,64         |             |             |  |
|                |                   |                |              |              |             |             |  |
| Inscrits       | Inscrits          | Inscrits       | 56 210       | 100,00       | 56 195      | 100,00      |  |
| Abstentions    | Abstentions       | Abstentions    | 9 038        | 16,08        | 7 458       | 13,27       |  |
| Votants        | Votants           | Votants        | 47 172       | 83,92        | 48 737      | 86,73       |  |
| Blancs et nuls | Blancs et nuls    | Blancs et nuls | 1 066        | 2,26         | 1 707       | 3,5         |  |
| Exprimés       | Exprimés          | Exprimés       | 46 106       | 97,74        | 47 030      | 96,5        |  |

Le suppléant d'Hubert Ruffe était Auguste Brunet, secrétaire fédéral du PCF.

### Élections de 1978
| Candidat       | Candidat                   | Parti          | Premier tour | Premier tour | Second tour | Second tour |  |
| Candidat       | Candidat                   | Parti          | Voix         | %            | Voix        | %           |  |
| -------------- | -------------------------- | -------------- | ------------ | ------------ | ----------- | ----------- |  |
|                | Hubert Ruffe sortant réélu | PCF            | 17 011       | 32,19        | 28 739      | 53,53       |  |
|                | Gérard Gouzes              | PS             | 11 302       | 21,39        | Retrait     | Retrait     |  |
|                | Pierre Wind                | RPR            | 12 028       | 22,76        | 24 944      | 46,47       |  |
|                | Gérard Guillot             | UDF (PR)       | 10 221       | 19,34        | Retrait     | Retrait     |  |
|                | Jean-Pierre Coste          | MRG            | 1 317        | 2,49         |             |             |  |
|                | Alain Luguet               | LO             | 962          | 1,82         |             |             |  |
|                |                            |                |              |              |             |             |  |
| Inscrits       | Inscrits                   | Inscrits       | 62 412       | 100,00       | 62 411      | 100,00      |  |
| Abstentions    | Abstentions                | Abstentions    | 8 373        | 13,42        | 6 993       | 11,2        |  |
| Votants        | Votants                    | Votants        | 54 039       | 86,58        | 55 418      | 88,8        |  |
| Blancs et nuls | Blancs et nuls             | Blancs et nuls | 1 198        | 2,22         | 1 735       | 3,13        |  |
| Exprimés       | Exprimés                   | Exprimés       | 52 841       | 97,78        | 53 683      | 96,87       |  |

Le suppléant d'Hubert Ruffe était Auguste Brunet.

### Élections de 1981
| Candidat       | Candidat             | Parti          | Premier tour | Premier tour | Second tour | Second tour |  |
| Candidat       | Candidat             | Parti          | Voix         | %            | Voix        | %           |  |
| -------------- | -------------------- | -------------- | ------------ | ------------ | ----------- | ----------- |  |
|                | Gérard Gouzes élu    | PS             | 15 369       | 31,92        | 32 072      | 64,71       |  |
|                | Hubert Ruffe sortant | PCF            | 15 092       | 31,34        | Retrait     | Retrait     |  |
|                | Jean-Pierre Fourcade | UDF (PR)       | 10 826       | 22,48        | 17 493      | 35,29       |  |
|                | Pierre Wind          | RPR            | 6 864        | 14,26        |             |             |  |
|                |                      |                |              |              |             |             |  |
| Inscrits       | Inscrits             | Inscrits       | 63 879       | 100,00       | 63 877      | 100,00      |  |
| Abstentions    | Abstentions          | Abstentions    | 15 042       | 23,55        | 12 612      | 19,74       |  |
| Votants        | Votants              | Votants        | 48 837       | 76,45        | 51 265      | 80,26       |  |
| Blancs et nuls | Blancs et nuls       | Blancs et nuls | 686          | 1,4          | 1 700       | 3,32        |  |
| Exprimés       | Exprimés             | Exprimés       | 48 151       | 98,6         | 49 565      | 96,68       |  |

Le suppléant de Gérard Gouzes était Jean-Pierre Ousty, agréé en architecture, conseiller général, maire de Tonneins.

### Élections de 1988
| Candidat       | Candidat          | Parti          | Premier tour | Premier tour | Second tour | Second tour |  |
| Candidat       | Candidat          | Parti          | Voix         | %            | Voix        | %           |  |
| -------------- | ----------------- | -------------- | ------------ | ------------ | ----------- | ----------- |  |
|                | Gérard Gouzes élu | PS             | 23 277       | 44,24        | 32 462      | 58,23       |  |
|                | Georges Richard   | RPR (URC)      | 16 566       | 31,48        | 23 283      | 41,77       |  |
|                | Jean Querbes      | PCF            | 7 920        | 15,05        |             |             |  |
|                | Henri Genin       | FN             | 4 855        | 9,23         |             |             |  |
|                |                   |                |              |              |             |             |  |
| Inscrits       | Inscrits          | Inscrits       | 74 958       | 100,00       | 74 946      | 100,00      |  |
| Abstentions    | Abstentions       | Abstentions    | 20 882       | 27,86        | 16 890      | 22,54       |  |
| Votants        | Votants           | Votants        | 54 076       | 72,14        | 58 056      | 77,46       |  |
| Blancs et nuls | Blancs et nuls    | Blancs et nuls | 1 458        | 2,7          | 2 311       | 3,98        |  |
| Exprimés       | Exprimés          | Exprimés       | 52 618       | 97,3         | 55 745      | 96,02       |  |

Le suppléant de Gérard Gouzes était Jean-Pierre Ousty.

### Élections de 1993
| Candidat       | Candidat              | Parti          | Premier tour | Premier tour | Second tour | Second tour |  |
| Candidat       | Candidat              | Parti          | Voix         | %            | Voix        | %           |  |
| -------------- | --------------------- | -------------- | ------------ | ------------ | ----------- | ----------- |  |
|                | Georges Richard élu   | RPR (UPF)      | 20 288       | 39,21        | 31 172      | 59,1        |  |
|                | Gérard Gouzes sortant | PS (ADFP)      | 12 095       | 23,38        | 21 574      | 40,9        |  |
|                | Jean Querbes          | PCF            | 7 164        | 13,85        |             |             |  |
|                | Guy Bertrand          | FN             | 5 946        | 11,49        |             |             |  |
|                | Philippe Camou        | GÉ (EÉ)        | 3 091        | 5,97         |             |             |  |
|                | Rose-Marie Mathevet   | LT-LNÉ         | 1 662        | 3,21         |             |             |  |
|                | Isabelle Ufferte      | LO             | 1 490        | 2,88         |             |             |  |
|                |                       |                |              |              |             |             |  |
| Inscrits       | Inscrits              | Inscrits       | 75 186       | 100,00       | 75 184      | 100,00      |  |
| Abstentions    | Abstentions           | Abstentions    | 19 109       | 25,42        | 16 829      | 22,38       |  |
| Votants        | Votants               | Votants        | 56 077       | 74,58        | 58 355      | 77,62       |  |
| Blancs et nuls | Blancs et nuls        | Blancs et nuls | 4 341        | 7,74         | 5 609       | 9,61        |  |
| Exprimés       | Exprimés              | Exprimés       | 51 736       | 92,26        | 52 746      | 90,39       |  |

Le suppléant de Georges Richard était Daniel Benquet, médecin à Marmande.

### Élections de 1997
| Candidat       | Candidat                | Parti          | Premier tour | Premier tour | Second tour | Second tour |  |
| Candidat       | Candidat                | Parti          | Voix         | %            | Voix        | %           |  |
| -------------- | ----------------------- | -------------- | ------------ | ------------ | ----------- | ----------- |  |
|                | Gérard Gouzes élu       | PS             | 15 355       | 30,26        | 28 018      | 53,55       |  |
|                | Georges Richard sortant | RPR            | 14 142       | 27,87        | 24 302      | 46,45       |  |
|                | Georges Clément         | FN             | 7 638        | 15,05        |             |             |  |
|                | Jean Querbes            | PCF            | 7 317        | 14,42        |             |             |  |
|                | François Jay            | LDI (MPF)      | 2 322        | 4,58         |             |             |  |
|                | Pierre Salane           | Les Verts      | 2 005        | 3,95         |             |             |  |
|                | Rosemarie Mathevet      | LT-LNÉ         | 1 281        | 4,58         |             |             |  |
|                | Christian Sage          | MÉI            | 685          | 1,35         |             |             |  |
|                |                         |                |              |              |             |             |  |
| Inscrits       | Inscrits                | Inscrits       | 73 466       | 100,00       | 73 449      | 100,00      |  |
| Abstentions    | Abstentions             | Abstentions    | 19 057       | 25,94        | 16 080      | 21,89       |  |
| Votants        | Votants                 | Votants        | 54 409       | 74,06        | 57 369      | 78,11       |  |
| Blancs et nuls | Blancs et nuls          | Blancs et nuls | 3 664        | 6,73         | 5 049       | 8,8         |  |
| Exprimés       | Exprimés                | Exprimés       | 50 745       | 93,27        | 52 320      | 91,2        |  |

Le suppléant de Gérard Gouzes était Jean-Pierre Ousty, agréé en architecture, conseiller général du canton de Tonneins, maire de Tonneins.

### Élections de 2002
| Candidat       | Candidat                | Parti             | Premier tour | Premier tour | Second tour | Second tour |  |
| Candidat       | Candidat                | Parti             | Voix         | %            | Voix        | %           |  |
| -------------- | ----------------------- | ----------------- | ------------ | ------------ | ----------- | ----------- |  |
|                | Michel Diefenbacher élu | UMP               | 16 273       | 32,2         | 27 488      | 57,06       |  |
|                | Gérard Gouzes sortant   | PS                | 13 113       | 25,95        | 20 685      | 42,94       |  |
|                | Dominique Sanguinetti   | FN                | 6 794        | 13,44        |             |             |  |
|                | Raymond Girardi         | PCF               | 4 961        | 9,82         |             |             |  |
|                | Yves Le Mab             | CPNT              | 1 542        | 3,05         |             |             |  |
|                | Cédric Chabauty         | Divers            | 1 295        | 2,56         |             |             |  |
|                | Albert Baudrin          | Divers droite     | 1 201        | 2,38         |             |             |  |
|                | Pierre Salane           | Les Verts         | 1 028        | 2,03         |             |             |  |
|                | François Jay            | MPF               | 933          | 1,85         |             |             |  |
|                | Françoise Célerier      | LO                | 553          | 1,09         |             |             |  |
|                | Catherine Boyer         | MNR               | 525          | 1,04         |             |             |  |
|                | Bernard Manier          | Pôle républicain  | 464          | 0,92         |             |             |  |
|                | Anne Carpentier         | Divers gauche     | 453          | 0,9          |             |             |  |
|                | Rose-Marie Mathevet     | Divers écologiste | 446          | 0,88         |             |             |  |
|                | Tania El Fassi          | LCR               | 435          | 0,86         |             |             |  |
|                | Christophe Petit        | Divers écologiste | 304          | 0,6          |             |             |  |
|                | André Bianchi           | Régionaliste      | 183          | 0,36         |             |             |  |
|                | Sébastien Demortier     | Divers            | 32           | 0,06         |             |             |  |
|                |                         |                   |              |              |             |             |  |
| Inscrits       | Inscrits                | Inscrits          | 75 530       | 100,00       | 75 583      | 100,00      |  |
| Abstentions    | Abstentions             | Abstentions       | 23 463       | 31,06        | 24 234      | 32,06       |  |
| Votants        | Votants                 | Votants           | 52 067       | 68,94        | 51 349      | 67,94       |  |
| Blancs et nuls | Blancs et nuls          | Blancs et nuls    | 1 532        | 2,94         | 3 176       | 6,19        |  |
| Exprimés       | Exprimés                | Exprimés          | 50 535       | 97,06        | 48 173      | 93,81       |  |

Le suppléant de Michel Diefenbacher était Jean-Louis Confolent, docteur-vétérinaire, conseiller général du canton du Mas-d'Agenais, maire du Mas-d'Agenais.

### Élections de 2007
| Candidat       | Candidat                          | Parti          | Premier tour | Premier tour | Second tour | Second tour |  |
| Candidat       | Candidat                          | Parti          | Voix         | %            | Voix        | %           |  |
| -------------- | --------------------------------- | -------------- | ------------ | ------------ | ----------- | ----------- |  |
|                | Michel Diefenbacher sortant réélu | UMP            | 23 077       | 46,36        | 27 711      | 56,19       |  |
|                | Gérard Gouzes                     | PS             | 14 216       | 28,56        | 21 605      | 43,81       |  |
|                | Raymond Girardi                   | PCF            | 4 197        | 8,43         |             |             |  |
|                | Claudine Vauchot                  | FN             | 2 244        | 4,51         |             |             |  |
|                | Gérard Morel                      | LCR            | 1 385        | 2,78         |             |             |  |
|                | Céline Bardin                     | CPNT           | 1 367        | 2,75         |             |             |  |
|                | Christophe Petit                  | MÉI            | 778          | 1,56         |             |             |  |
|                | Benoit Mathevet                   | LT-LNÉ         | 678          | 1,36         |             |             |  |
|                | Sylvie de Rugy                    | MPF            | 559          | 1,12         |             |             |  |
|                | Françoise Célerier                | LO             | 493          | 0,99         |             |             |  |
|                | Janine Raymond                    | Divers         | 467          | 0,94         |             |             |  |
|                | Peire Boissière                   | Régionaliste   | 321          | 0,64         |             |             |  |
|                |                                   |                |              |              |             |             |  |
| Inscrits       | Inscrits                          | Inscrits       | 77 364       | 100,00       | 77 560      | 100,00      |  |
| Abstentions    | Abstentions                       | Abstentions    | 26 224       | 33,9         | 25 739      | 33,19       |  |
| Votants        | Votants                           | Votants        | 51 140       | 66,1         | 51 821      | 66,81       |  |
| Blancs et nuls | Blancs et nuls                    | Blancs et nuls | 1 358        | 2,66         | 2 505       | 4,83        |  |
| Exprimés       | Exprimés                          | Exprimés       | 49 782       | 97,34        | 49 316      | 95,17       |  |

### Élections de 2012
| Candidat       | Candidat                    | Parti                    | Premier tour | Premier tour | Second tour | Second tour |  |
| Candidat       | Candidat                    | Parti                    | Voix         | %            | Voix        | %           |  |
| -------------- | --------------------------- | ------------------------ | ------------ | ------------ | ----------- | ----------- |  |
|                | Matthias Fekl élu           | PS                       | 16 781       | 35,09        | 25 049      | 53,65       |  |
|                | Michel Diefenbacher sortant | UMP                      | 14 982       | 31,33        | 21 641      | 46,35       |  |
|                | Étienne Bousquet-Cassagne   | RBM (FN)                 | 8 572        | 17,93        |             |             |  |
|                | Raymond Girardi             | FG (PCF) (Divers gauche) | 5 513        | 11,53        |             |             |  |
|                | Pierre Salane               | EÉLV                     | 1 214        | 2,54         |             |             |  |
|                | Alan Catheline              | LO                       | 298          | 0,62         |             |             |  |
|                | Vincent Welter              | AÉI                      | 459          | 0,96         |             |             |  |
|                |                             |                          |              |              |             |             |  |
| Inscrits       | Inscrits                    | Inscrits                 | 77 684       | 100,00       | 77 682      | 100,00      |  |
| Abstentions    | Abstentions                 | Abstentions              | 28 845       | 37,13        | 28 822      | 37,1        |  |
| Votants        | Votants                     | Votants                  | 48 839       | 62,87        | 48 860      | 62,9        |  |
| Blancs et nuls | Blancs et nuls              | Blancs et nuls           | 1 020        | 2,09         | 2 170       | 4,44        |  |
| Exprimés       | Exprimés                    | Exprimés                 | 47 819       | 97,91        | 46 690      | 95,56       |  |

### Élections de 2017
|                                                                                |                                                            |                           |                           |                          |                          |
|                                                                                |                                                            | Premier tour 11 juin 2017 | Premier tour 11 juin 2017 | Second tour 18 juin 2017 | Second tour 18 juin 2017 |
|                                                                                |                                                            |                           |                           |                          |                          |
|                                                                                |                                                            | Nombre                    | % des inscrits            | Nombre                   | % des inscrits           |
| Inscrits                                                                       | Inscrits                                                   | 76 979                    | 100,00                    | 76 986                   | 100,00                   |
| Abstentions                                                                    | Abstentions                                                | 35 392                    | 45,98                     | 39 097                   | 50,78                    |
| Votants                                                                        | Votants                                                    | 41 587                    | 54,02                     | 37 889                   | 49,22                    |
|                                                                                |                                                            |                           | % des votants             |                          | % des votants            |
| Bulletins blancs                                                               | Bulletins blancs                                           | 786                       | 1,89                      | 2 946                    | 7,78                     |
| Bulletins nuls                                                                 | Bulletins nuls                                             | 389                       | 0,94                      | 1 647                    | 4,35                     |
| Suffrages exprimés                                                             | Suffrages exprimés                                         | 40 412                    | 97,17                     | 33 296                   | 87,88                    |
|                                                                                |                                                            |                           |                           |                          |                          |
| Candidat Étiquette politique (partis et alliances)                             | Candidat Étiquette politique (partis et alliances)         | Voix                      | % des exprimés            | Voix                     | % des exprimés           |
|                                                                                |                                                            |                           |                           |                          |                          |
|                                                                                | Alexandre Freschi La République en marche                  | 11 473                    | 28,39                     | 19 883                   | 59,72                    |
|                                                                                | Hélène Laporte Front national                              | 8 214                     | 20,33                     | 13 413                   | 40,28                    |
|                                                                                | Matthias Fekl Parti socialiste                             | 6 869                     | 17,00                     |                          |                          |
|                                                                                | Émilien Roso Les Républicains                              | 5 584                     | 13,82                     |                          |                          |
|                                                                                | Sylvio Guingan La France insoumise                         | 3 917                     | 9,69                      |                          |                          |
|                                                                                | Michel Ceruti Parti communiste français                    | 1 086                     | 2,69                      |                          |                          |
|                                                                                | Mathilde Boeuf Europe Écologie Les Verts                   | 1 003                     | 2,48                      |                          |                          |
|                                                                                | Jean-François Béthus Divers droite (577-Les Indépendants)  | 604                       | 1,49                      |                          |                          |
|                                                                                | Patrick Maurin Divers droite                               | 571                       | 1,41                      |                          |                          |
|                                                                                | Dalila Bencheliff Debout la France                         | 479                       | 1,19                      |                          |                          |
|                                                                                | Muriel Duhil Divers (Union populaire républicaine)         | 265                       | 0,66                      |                          |                          |
|                                                                                | David Lacube Écologiste (Alliance écologiste indépendante) | 181                       | 0,45                      |                          |                          |
|                                                                                | Zina Ahmimou Lutte ouvrière                                | 166                       | 0,41                      |                          |                          |
| Source : Ministère de l'Intérieur - Deuxième circonscription de Lot-et-Garonne |                                                            |                           |                           |                          |                          |

### Élections de 2022
| Résultats des élections législatives des 12 et 19 juin 2022 de la 2e circonscription en Lot-et-Garonne |                            |                          |              |              |             |             |
| Candidat                                                                                               | Candidat                   | Parti et coalition       | Premier tour | Premier tour | Second tour | Second tour |
| Candidat                                                                                               | Candidat                   | Parti et coalition       | Voix         | %            | Voix        | %           |
| | Hélène Laporte             | RN                       | 12 233       | 30,55        | 16 516      | 39,44       |
| | Christophe Courrègelongue, | PS (NUPES)               | 10 423       | 26,03        | 12 880      | 30,75       |
| | Alexandre Freschi          | LREM (ENS)               | 10 259       | 25,62        | 12 484      | 29,81       |
| | Martine Calzavara          | LR                       | 2 339        | 5,84         |             |             |
| | Isabelle Henaff.           | REC                      | 2 018        | 5,04         |             |             |
| | Patrick Maurin             | LMR                      | 1 604        | 4,01         |             |             |
| | Michel Vendège,            | PA                       | 646          | 1,61         |             |             |
| | Laëtitia Redoulez          | LO                       | 516          | 1,29         |             |             |
| Votes valides                                                                                          | Votes valides              | Votes valides            | 40 038       | 97,28        | 41 880      | 97,33       |
| Votes blancs                                                                                           | Votes blancs               | Votes blancs             | 451          | 1,80         | 715         | 1,66        |
| Votes nuls                                                                                             | Votes nuls                 | Votes nuls               | 379          | 0,92         | 434         | 1,01        |
| Total                                                                                                  | Total                      | Total                    | 41 158       | 100          | 43 029      | 100         |
| Abstention                                                                                             | Abstention                 | Abstention               | 36 278       | 46,85        | 34 422      | 44,44       |
| Inscrits / participation                                                                               | Inscrits / participation   | Inscrits / participation | 77 436       | 53,15        | 77 451      | 55,56       |

### Élections de 2024
| Résultats des élections législatives des 30 juin et 7 juillet 2024 |                           |                          |                          |              |              |             |             |
| Candidat                                                           | Candidat                  | Parti et coalition       | Nuance                   | Premier tour | Premier tour | Second tour | Second tour |
| Candidat                                                           | Candidat                  | Parti et coalition       | Nuance                   | Voix         | %            | Voix        | %           |
|                                                                    | Hélène Laporte            | Rassemblement national   | RN                       | 25 281       | 49,31        | 28 203      | 57,20       |
|                                                                    | Christophe Courrègelongue | Parti socialiste (NFP)   | UG                       | 13 787       | 26,89        | 21 103      | 42,80       |
|                                                                    | Jean-Marie Lenzi          | Renaissance (ENS)        | ENS                      | 11 272       | 21,99        | Retrait     | Retrait     |
|                                                                    | Nathalie Lambolez         | Lutte ouvrière           | EXG                      | 929          | 1,81         |             |             |
| Votes valides                                                      | Votes valides             | Votes valides            | Votes valides            | 51 269       | 96,11        | 49 306      | 91,69       |
| Votes blancs                                                       | Votes blancs              | Votes blancs             | Votes blancs             | 1 196        | 2,24         | 3 060       | 5,69        |
| Votes nuls                                                         | Votes nuls                | Votes nuls               | Votes nuls               | 878          | 1,65         | 1 409       | 2,62        |
| Total                                                              | Total                     | Total                    | Total                    | 53 343       | 100          | 53 775      | 100         |
| Abstention                                                         | Abstention                | Abstention               | Abstention               | 23 601       | 30,67        | 23 188      | 30,13       |
| Inscrits / participation                                           | Inscrits / participation  | Inscrits / participation | Inscrits / participation | 76 944       | 69,33        | 76 963      | 69,87       |

#### Département de Lot-et-Garonne
- La fiche de l'INSEE de cette circonscription : « Tableaux et Analyses de la deuxième circonscription de Lot-et-Garonne », sur insee.fr, site de l'Institut national de la statistique et des études économiques (consulté le 10 juin 2007) [PDF]
- « Tous les députés du département de Lot-et-Garonne depuis 1789 », sur assemblee-nationale.fr, site de l'Assemblée nationale française (consulté le 10 juin 2007)
- « Informations contentieuses sur le département de Lot-et-Garonne (Élections législatives de 2002) »(Archive.org • Wikiwix • Archive.is • Google • Que faire ?), sur conseil-constitutionnel.fr, site du Conseil constitutionnel (consulté le 13 juin 2007)

#### Circonscriptions en France
- « Carte des circonscriptions législatives en France », sur assemblee-nationale.fr, site de l'Assemblée nationale française (consulté le 20 juin 2007)
- « Résultats électoraux officiels en France »(Archive.org • Wikiwix • Archive.is • Google • Que faire ?), sur interieur.gouv.fr, site du ministère de l'Intérieur (France) (consulté le 13 juin 2007)
- Description et Atlas des circonscriptions électorales de France sur http://www.atlaspol.com, Atlaspol, site de cartographie géopolitique, consulté le 13 juin 2007.